# 波氏尖棘鯛
波氏尖棘鯛為輻鰭魚綱鱸形目鱸亞目尖棘鯛科的一種，為熱帶海水魚，分布於東南太平洋加拉巴哥群島海域，棲息在中層水域，生活習性不明。

## 擴展閱讀
維基物種上的相關：波氏尖棘鯛